# Coniglio lunare

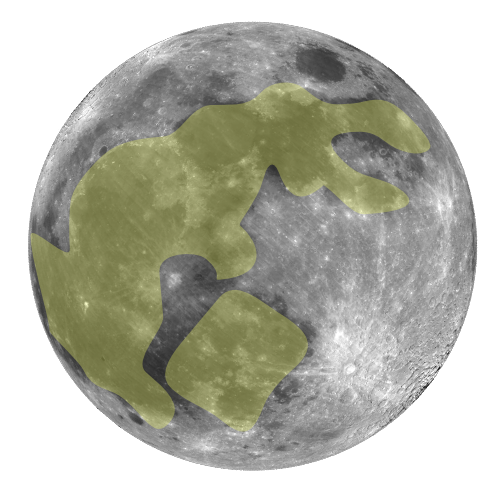
Resa grafica del coniglio lunare, come può apparire, per pareidolia, sulla superficie del satellite al plenilunio.

Il coniglio lunare (in cinese 月兔S, yuètùP) è una creatura presente nella mitologia e nel folklore di molti paesi dell'Estremo Oriente, e in particolare di Cina, Corea e Giappone. Si tratta per l'appunto di un coniglio che vivrebbe sulla Luna. Deve la sua origine a una pareidolia comune in Asia (ma non in Occidente) per la quale è possibile vedere, negli avvallamenti della faccia illuminata della Luna piena, la figura di un coniglio seduto sulle zampe posteriori a fianco di un pestello da cucina.
È una figura leggendaria molto presente nell'immaginario mitologico dell'Estremo Oriente, sebbene con alcune varianti: in Cina viene solitamente considerato un compagno della divinità lunare Chang'e, per la quale è incaricato di produrre l'elisir di lunga vita pestandone i componenti nel suo mortaio; nel folklore coreano e giapponese si limita invece a pestare il dolce di riso (in coreano tteok, in giapponese mochi) nel mortaio (in coreano 절구?, jeolguLR, in giapponese 臼?, usu). In tutti i casi, il suo mito si ricollega a un'antica fiaba buddhista, la Śaśajâtaka.
In Cina viene anche chiamato coniglio di giada (玉兔S, yùtùP) o coniglio d'oro (金兔S, jīntùP), e la sua figura viene celebrata nella festività dedicata alla Luna e alla dea Chang'e, appunto la Festa della Luna (o Festa di metà autunno; 中秋節T, 中秋节S, ZhōngqiūjiéP).

## Storia
La più antica testimonianza del mito del coniglio lunare risale al Periodo dei regni combattenti, nell'antica Cina, ed è presente nel Chu Ci (楚辭T, 楚辞S, ChǔcíP), una raccolta di poesie cinesi composta durante la dinastia Han. In essa, viene menzionata la credenza per la quale sulla Luna, insieme a un rospo, si troverebbe un coniglio occupato a sminuzzare nel suo pestello le erbe per l'immortalità. Una successiva menzione è riscontrabile nel Taiping yulan (太平御覽T, Tàipíng YùlǎnP, lett. "Letture imperiali dell'epoca Taiping") della dinastia Song.

## Leggenda
Nella mitologia, la ragione per cui un coniglio dovrebbe trovarsi sulla Luna è descritta nel Śaśajâtaka, un'antica storia buddista, con intenti moralistici. 
In essa si narra di quattro amici animali, una scimmia, una lontra, uno sciacallo e un coniglio che, nel giorno sacro buddista di Uposatha (dedicato alla carità e alla meditazione) decisero di cimentarsi in opere di bene. Avendo incontrato un anziano viandante, sfinito dalla fame, i quattro si diedero da fare per procacciargli del cibo; la scimmia, grazie alla sua agilità, riuscì ad arrampicarsi sugli alberi per cogliere della frutta; la lontra pescò del pesce e lo sciacallo, sbagliando, giunse a rubare cibo da una casa incustodita. Il coniglio invece, privo di particolari abilità, non riuscì a procurare altro che dell'erba. Triste ma determinato a offrire comunque qualcosa al vecchio, il piccolo animale si gettò allora nel fuoco, donando le sue stesse carni al povero mendicante. Questi, tuttavia, si rivelò essere la divinità induista Śakra, e commosso dall'eroica virtù del coniglio disegnò la sua immagine sulla superficie della Luna, perché fosse ricordata da tutti.
La leggenda, il cui intento è celebrare le qualità buddiste del sacrificio e della carità portata avanti a ogni costo, è ben nota in Cina e in Giappone, ed è conosciuta anche in versioni diverse: una di esse, popolare in Cina, vuole che sia stata la divinità Ch'ang Ô a salvare la coraggiosa bestiola dalle fiamme e a portarla con sé sulla Luna. In altre varianti cambia il numero e la specie dei compagni del coniglio, che vengono riferiti come una scimmia e una volpe nella raccolta giapponese Konjaku Monogatarishū, scritta durante il Periodo Heian e che colleziona antiche storie indiane, cinesi o giapponesi, o una volpe e un orso in altre versioni.
Il nome stesso del racconto, inoltre, ricorda una delle parole sanscrite per indicare la Luna, शशाङ्क (ʃaʃaŋka-), che letteralmente significa "(ciò) il cui segno (अङ्क-, aŋka-) è una lepre (शश-, ʃaʃa-)”.

## Immaginario moderno e contemporaneo

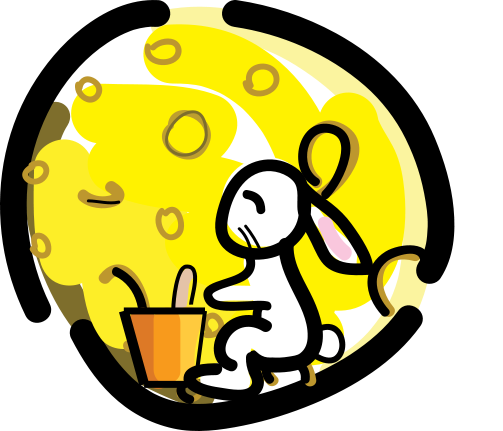
Rappresentazione del coniglio sulla Luna.

Creatura folkloristica molto popolare in Giappone, dove il racconto della sua leggenda così come la sua identificazione sulla superficie lunare sono popolari fra i bambini, il coniglio della Luna è spesso citato in numerose opere di finzione provenienti dal Sol Levante.
Sono numerosissimi i riferimenti alla sua figura presenti nella vasta produzione nipponica di anime e manga. Fra di essi possono essere ricordate citazioni presenti in Dragon Ball, nel quale, in una delle prime storie, il protagonista Goku affronta un malvivente dall'aspetto di un coniglio antropomorfo, spedendolo infine sulla Luna; in Lamù, dove in alcuni degli ultimi episodi del manga è presente un curioso "coniglio spaziale", Inaba, il cui compito è forgiare le chiavi del destino; nelle mini-avventure di Ener nel manga One Piece, quando questi atterra sulla Luna, vi trova degli esseri simili a roditori che poi sottometterà al suo volere; ne I Cavalieri dello Zodiaco, durante la corsa lungo le 12 case dei Gold Saints viene narrata in breve la favola del coniglio lunare e viene paragonato a Shun (Andromeda) per via del suo profondo senso del sacrificio, inoltre nel sequel Saint Seiya - Next Dimension - Myth of Hades le guerriere della dea Artemide (chiamate Satelliti) portano sugli elmi delle orecchie da coniglio. La citazione più nota si trova però nel popolarissimo anime e manga Sailor Moon, nel quale il nome originale della protagonista è Usagi Tsukino, la cui pronuncia è identica al termine giapponese per "coniglio della Luna", sebbene scritto in modo diverso  (月野うさぎ?). È presente anche nel manga Crazy Zoo, dove uno dei protagonisti è trasformato in un coniglio che è appunto il coniglio lunare. In Doraemon - Il film: Nobita e le cronache dell'esplorazione della Luna l'intera trama è basata sulla leggenda del coniglio lunare.
Riferimenti a questa leggenda vi sono anche nei videogiochi Dark Cloud e Dark Chronicle (tutti i conigli in entrambi i giochi vengono dalla Luna e uno dei livelli di Dark Cloud è ambientato su di essa). Inoltre, il sesto livello del gioco Gokujyō Parodius è ambientato sulla Luna, la quale ospita una fabbrica con martelloni che pestano il mochi, numerosi conigli e il boss finale è una sagoma di una ragazza in kimono con orecchie da coniglio che potrebbe essere una rappresentazione di Chang'e.
Al di fuori dell'animazione giapponese, il coniglio lunare viene menzionato anche in una scherzosa conversazione tra l'equipaggio dell'Apollo 11 e lo staff della base statunitense di Houston, poco prima dello storico allunaggio: in essa, un addetto NASA ricordava agli astronauti del modulo la leggenda di Chang'e e del coniglio che avrebbero dovuto vivere sulla Luna; al che Michael Collins rispose: "Okay, we'll keep a close eye for the bunny girl" ("Ok, terremo gli occhi aperti per la coniglietta").
L'Agenzia Spaziale Cinese ha scelto il nome 玉兔 (Yutu, coniglio di giada) per il rover lunare trasportato sulla Luna nel corso della missione spaziale Chang'e 3. Yutu ha esplorato il cratere Sinus Iridum per oltre un anno, dal dicembre 2013 al marzo 2015.
Il cantautore italiano Angelo Branduardi ha composto una canzone ispirata alla leggenda orientale, intitolata La lepre nella luna e contenuta nel suo album del 1977 La pulce d'acqua.
Lucio Corsi ha composto una canzone intitolata La lepre che tocca questo tema.